# L.Q. Jones
L.Q. Jones, född Justus Ellis McQueen Jr.  den 19 augusti 1927 i Beaumont, Texas, död 9 juli 2022 i Los Angeles, var en amerikansk skådespelare. Namnet L.Q. Jones tog han från sin första filmrolls karaktär i Kanske aldrig mer 1955. Jones medverkade bland annat i många av Sam Peckinpahs filmer.

## Filmografi, urval
- 1955 – Kanske aldrig mer
- 1957 – Män i krig
- 1957 – Operation brudar
- 1960 – Cimarron
- 1960 – Halvblodet
- 1962 – De red efter guld
- 1968 – Häng dom högt
- 1969 – Det vilda gänget
- 1970 – Balladen om Cable Hogue
- 1973 – Pat Garrett och Billy the Kid
- 1994 – Lightning Jack
- 1995 – Casino
- 1997 – På gränsen
- 1998 – Zorro – Den maskerade hämnaren